# Mary de Rachewiltz
Mary de Rachewiltz, född 9 juli 1925 i Brixen, Sydtyrolen, är en italiensk-amerikansk poet och översättare. Hon är dotter till den amerikanske poeten Ezra Pound och violinisten Olga Rudge. Hon växte upp hos fosterföräldrar på en bondgård i italienska Tyrolen men umgicks också med sina biologiska föräldrar i Venedig. Hon gifte sig 1946 med egyptologen Boris de Rachewiltz med vilken hon fick två barn. Hon har översatt flera av sin fars verk till italienska. År 1971 gav hon ut sin självbiografi Discretions.